# Series de Pigmalión
Pigmalión y la estatua es la segunda serie de cuatro pinturas al óleo de la serie Pigmalión y Galatea del artista prerrafaelita Edward Burne-Jones, que se completó entre 1875 y 1878. Las dos colecciones se pueden ver a continuación, abajo, la primera es actualmente propiedad de Andrew Lloyd Webber, y la segunda se encuentra en el Museo y Galería de Arte de Birmingham. Este artículo trata de una valoración de la segunda serie.

## La segunda serie

### Pigmalión y Galatea I: Los deseos del corazón

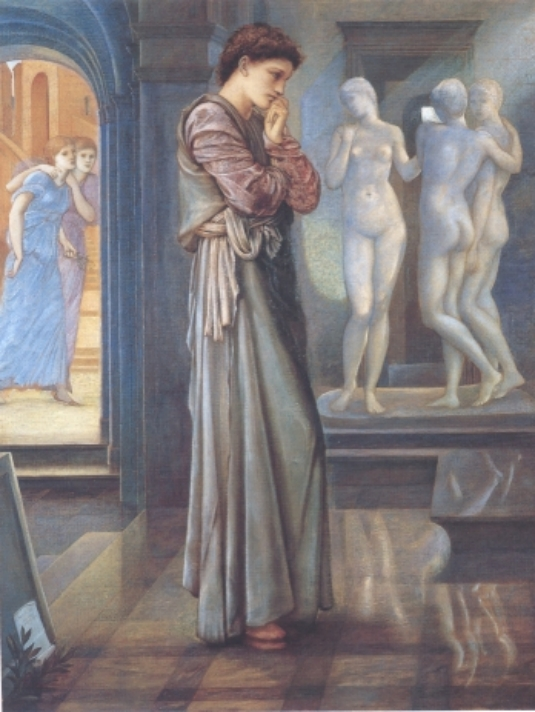
Los deseos del corazón, 2ª serie, 99 x 76,3 cm (1878).

Como se ve a la izquierda, esta es la primera de cuatro pinturas en la segunda serie de Pigmalión y Galatea del artista. En la primera serie, que se remonta a 1867-1870, utilizó tonos más duros, colores más oscuros y líneas menos fluidas, como se podrá ver a continuación abajo. Esta segunda versión, a pesar de estar pintada al óleo, tiene el brillo y los tonos suaves de la tiza.
La historia es la de Pigmalión, un escultor de Chipre, el lugar de nacimiento de Afrodita. Se relató por primera vez en las Metamorfosis de Ovidio, aunque para esta serie, William Morris había escrito su propia versión de la historia.
Pigmalión aparece de pie en su estudio, reflexionando sobre su vida solitaria, habiendo elegido permanecer célibe disgustado por lo que vio como el estilo de vida libertino de las mujeres locales. Las estatuas detrás de él (en emulación de las Tres Gracias) hacen eco de las mujeres curiosas que miran a través de su puerta al fondo. Los cinco parecen fluidos, lánguidos y despreocupados. Pigmalión, mirando por encima de la proliferación de tobillos, muslos y nalgas reflejados en el brillante suelo de mármol y el pedestal frente a él, reflexiona sobre su próxima creación. Su mirada ignora a las mujeres que lo rodean mientras ve en su mente una estatua de la mujer perfecta.

### Pigmalión y Galatea II: La mano se refrena

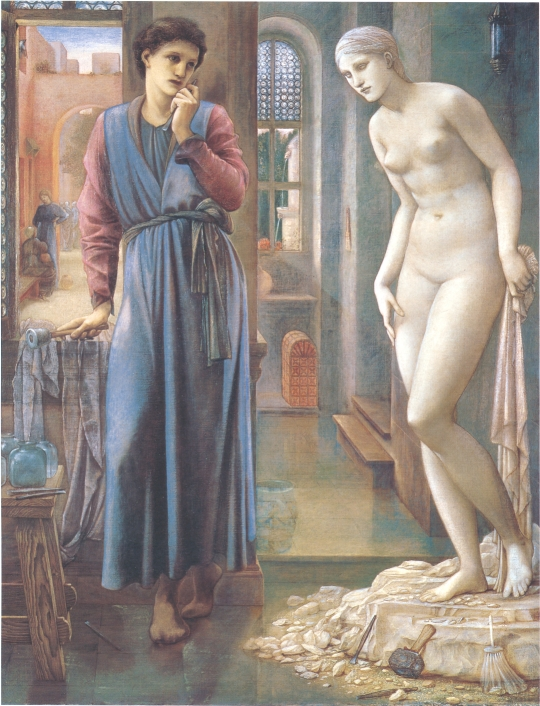
La mano se refrena, 2ª serie, H.98.7 cm x ancho 76,3 cm (1878).

En la segunda imagen, se revela la mujer perfecta de Pigmalión. Jugando a ser un dios, ha creado a la mujer y ahora retrocede para admirarla, sosteniendo el cincel frío contra su rostro como si tuviera miedo de tocar su creación nuevamente. La expresión del escultor es más suave que en Los deseos del corazón, una mirada que delata que se ha enamorado de la mujer de mármol.
A pesar de su desprecio por Afrodita, Pigmalión ha esculpido a Galatea en una postura venusina clásica. Sin embargo, a diferencia de las tres estatuas y las dos mujeres vivas en la primera imagen, Galatea parece avergonzadamente consciente de su desnudez, en el acto de recogerse como intentando cubrirse. Pigmalión, a pesar de su desprecio por las mujeres locales, la creó deliberadamente desnuda y ahora asume el papel de voyeur. Aunque se ve a Pigmalión mirando, en lugar de tocar, los restos de piedra desbastada y las diversas herramientas alrededor de la base de la estatua muestran cuánto trabajo ha hecho sobre ella para llevar la estatua a este estado final. Para crear a Galatea, ha utilizado un mazo duro, un cincel y una lima, así como un cepillo casi transparente de cerdas suaves.

### Pigmalión y Galatea III: Los fuegos de la divinidad

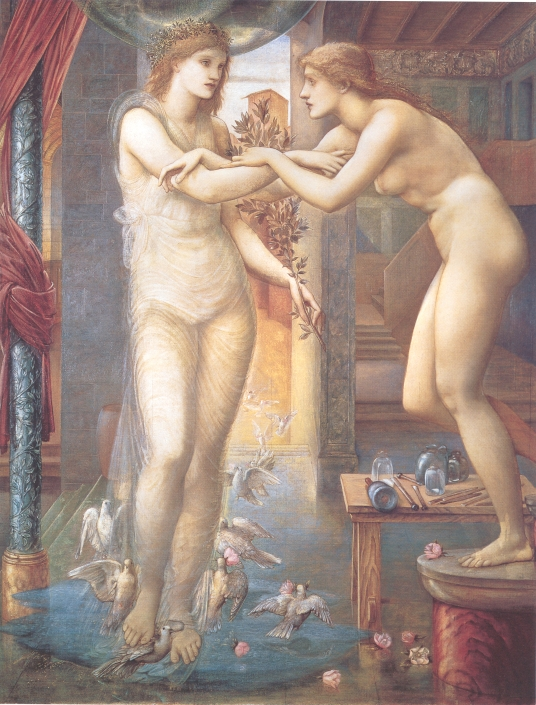
Los fuegos de la divinidad, segunda serie, H.143.7 cm x A.116.8 cm (1878).

En la versión de la historia de Ovidio, así como en la primera serie, la escena transcurre mientras Pigmalión está en el templo de Afrodita, rezando por el perdón por los años que la ha evitado y rogando por una esposa tan perfecta como su mujer de mármol. En su ausencia, Afrodita aparece en el estudio para dar vida a Galatea. En términos físicos, la pintura muestra poca diferencia entre las dos mujeres: la misma expresión facial inalcanzable; la coloración marmórea; la estatura amazónica. Irónicamente, sus brazos entrelazados, al ayudarla la diosa a bajar del pedestal, y la mirada penetrante de Afrodita emulan a las mujeres entrelazadas, tan despreciadas por Pigmalión, en Los deseos del corazón.
Afrodita, que viste una ceñida y fluida túnica transparente y porta una rama y una corona de mirto, planta consagrada a ella, se identifica también por la presencia de palomas y rosas -símbolos comúnmente vinculados con la diosa- y el agua a sus pies, que recuerda su nacimiento, completamente formado, del mar. Esto también representa el nacimiento de Galatea, completamente formada, como mujer. En una escena fuertemente evocadora de la pintura de la Creación de Miguel Ángel en el techo de la Capilla Sixtina, la diosa añade color y sensualidad al austero estudio de Pigmalión y a la suave carne de Galatea. Las cortinas de color rojo intenso, envueltas sugerentemente alrededor de una delgada columna azul intrincadamente tallada a la izquierda, están notablemente ausentes de las otras imágenes de la serie.

### Pigmalión y Galatea IV: El alma alcanza

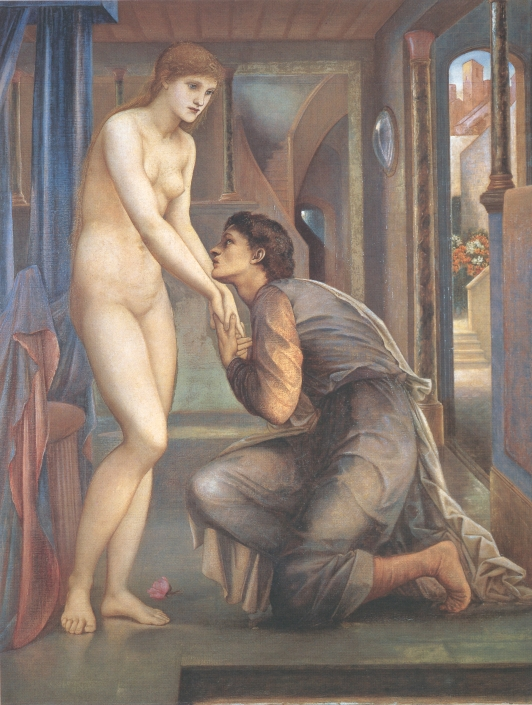
El Alma Alcanza, 2ª Serie, H.99.4 cm x ancho 76,6 cm (1878).

Cuando Pigmalión regresa a casa, descubre que su estatua ha cobrado vida y se arrodilla a sus pies embelesado.

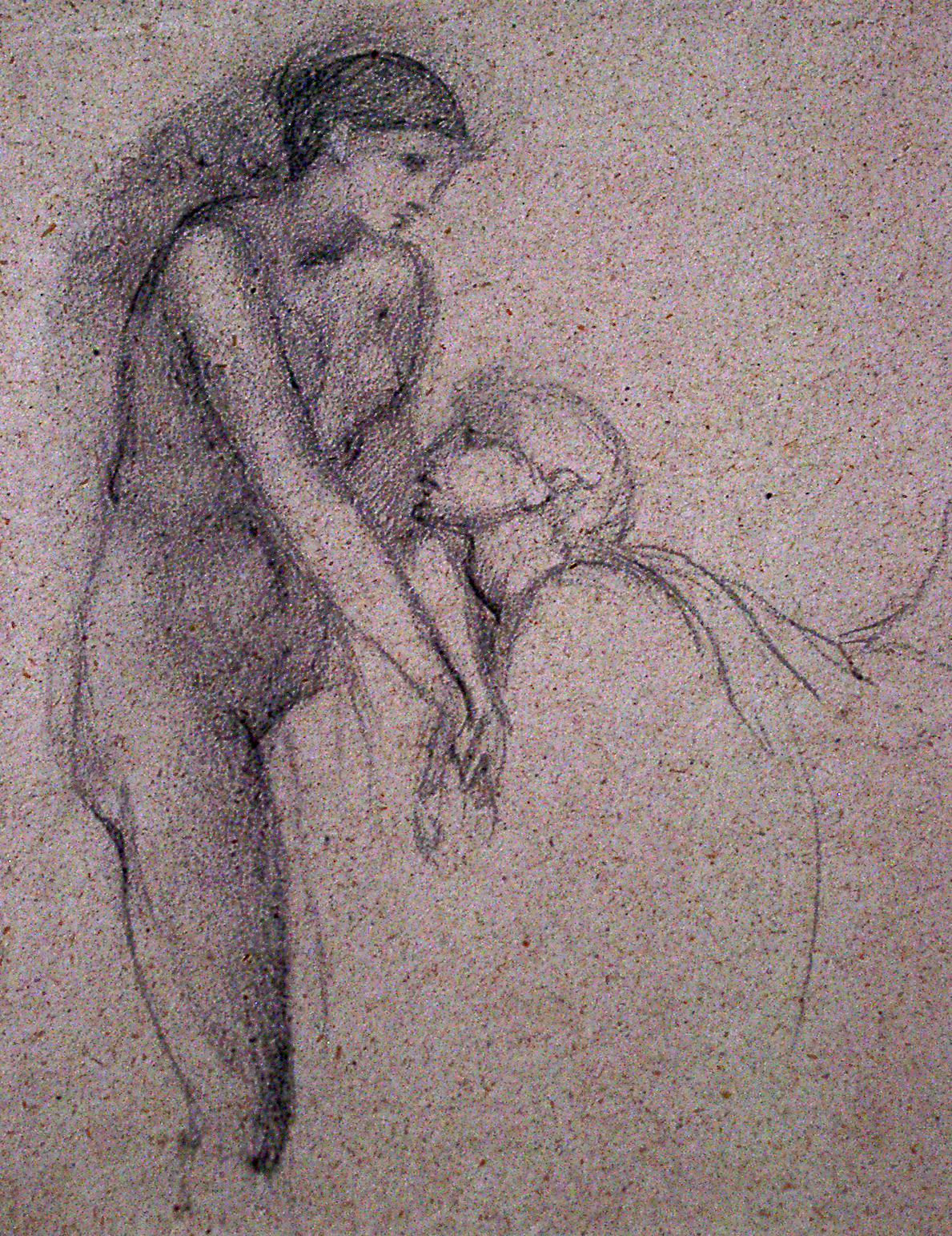
Estudio a lápiz sobre papel para El alma alcanza, en The New Art Gallery Walsall.

Esta no fue la única serie de imágenes de Burne-Jones: otras incluyen la serie La leyenda del rosal silvestre (1885-1890), que se basó en el cuento de hadas de Charles Perrault, La bella durmiente (contada por los hermanos Grimm), y el espectacular friso de Cupido y Psique. Aunque no está imbuido de la profundidad y textura de El caballero misericordioso (1863), este segundo intento de retratar la historia de Pigmalión y Galatea se convirtió en una de las obras más importantes del artista. Se exhibió en la nueva Galería Grosvenor de Sir Coutt Lindsay en 1879, lo que estableció a Burne-Jones como uno de los principales artistas del floreciente Movimiento Estético.
Un estudio a lápiz sobre papel de c. 1870
 para la obra se encuentra en The New Art Gallery Walsall .

## Las dos series de Pigmalión y Galatea
Pigmalión (primera serie)

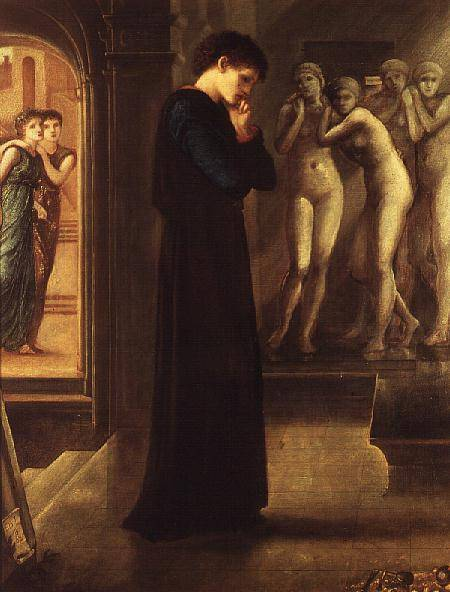
Los deseos del corazón, 1868–1870.
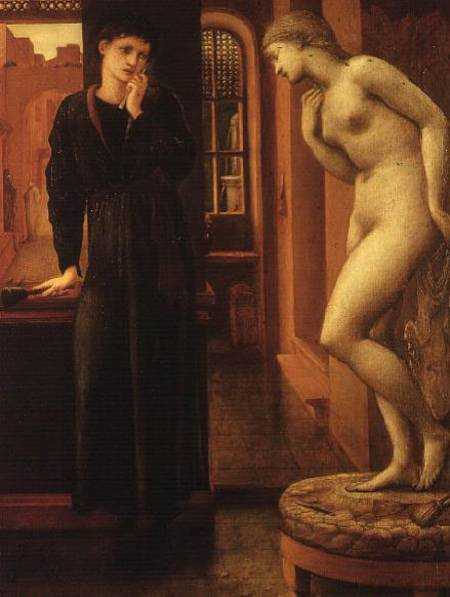
La mano se refrena, 1868-1870.
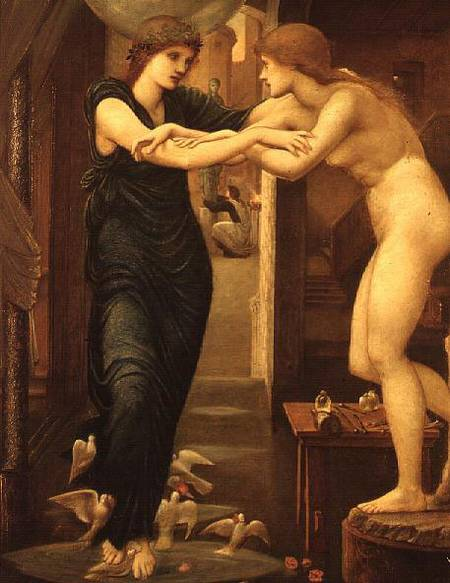
Los fuegos de la divinidad, 1868–1870.
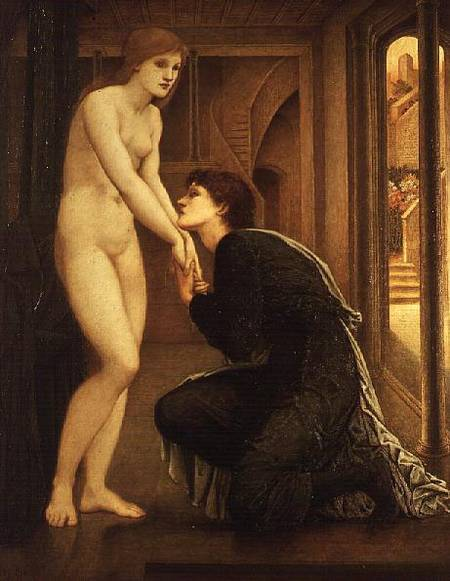
El alma alcanza, 1868–1870.

Pigmalión y la estatua (segunda serie)

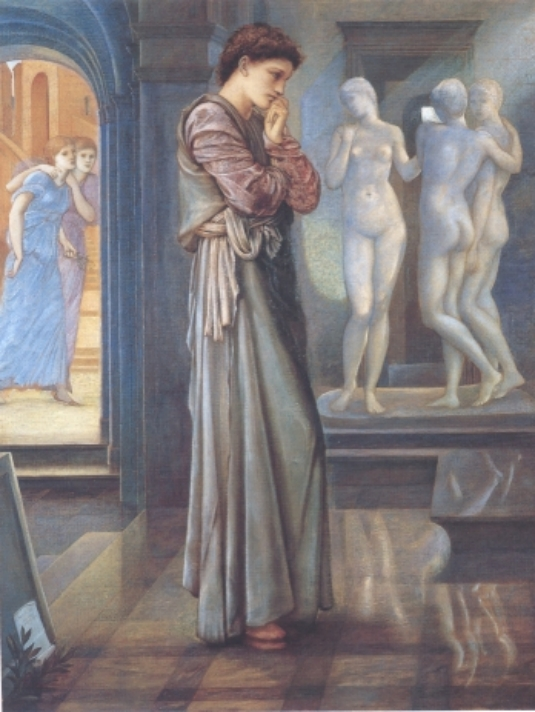
Los deseos del corazón, 1878.
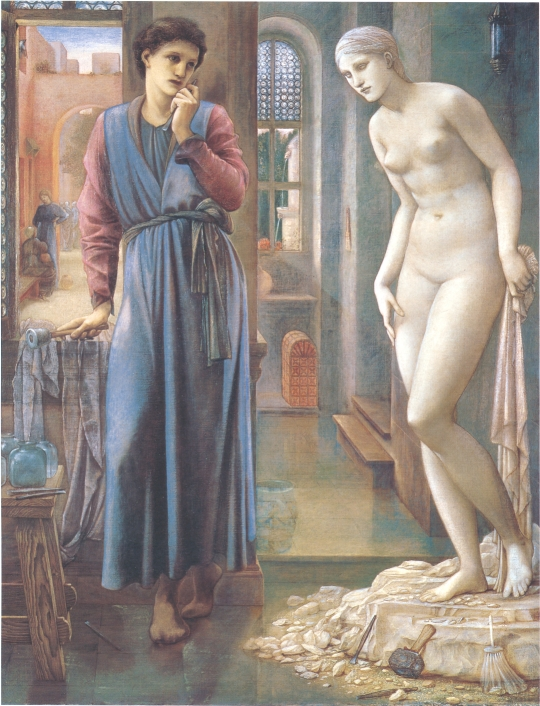
La mano se refrena, 1878.
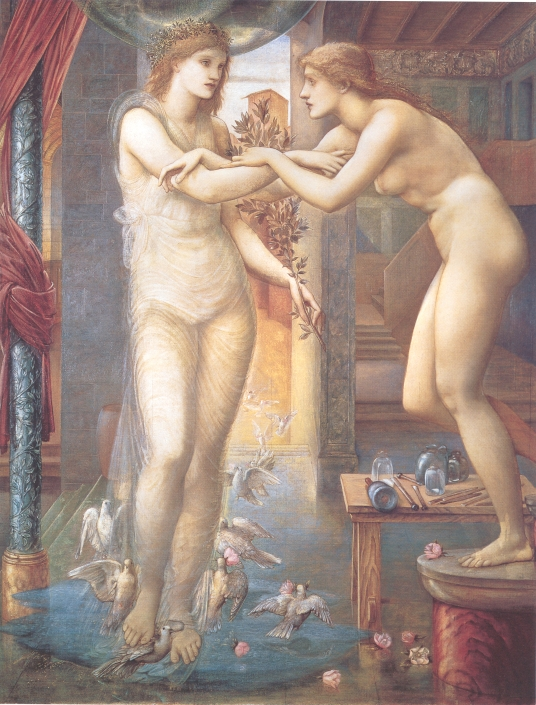
Los fuegos de la divinidad, 1878.
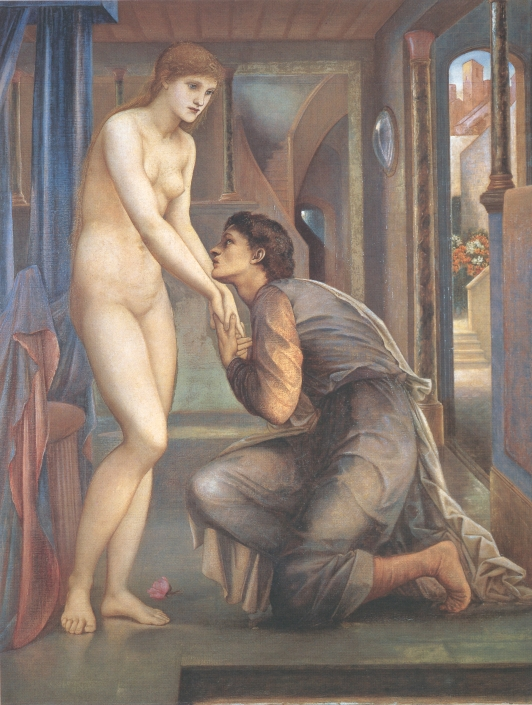
El alma alcanza, 1878.